# Lačja vas
Lačja vas is een plaats in Slovenië en maakt deel uit van de gemeente Nazarje in de NUTS-3-regio Savinjska. De plaats telde 115 inwoners op 1 januari 2020.